# Federico Grabich
Federico Grabich, född 26 mars 1990, är en argentinsk simmare.
Grabich tävlade i två grenar för Argentina vid olympiska sommarspelen 2012 i London. Han blev utslagen i försöksheatet på 50 meter frisim och 100 meter ryggsim.
Vid olympiska sommarspelen 2016 i Rio de Janeiro tävlade Grabich i tre grenar. Han blev utslagen i försöksheatet på 50, 100 och 200 meter frisim.